# Одрі Полі (Цілком таємно)
Провидіння (англ. Audrey Pauley) — 11-й епізод дев'ятого сезону серіалу «Цілком таємно». Епізод не належить до «міфології серіалу» - це монстр тижня. Прем'єра в мережі «Фокс» відбулася 17 березня 2002 року.
У США серія отримала рейтинг Нільсена, рівний 4.8, це означає — в день виходу її подивилися 8.0 мільйона глядачів.

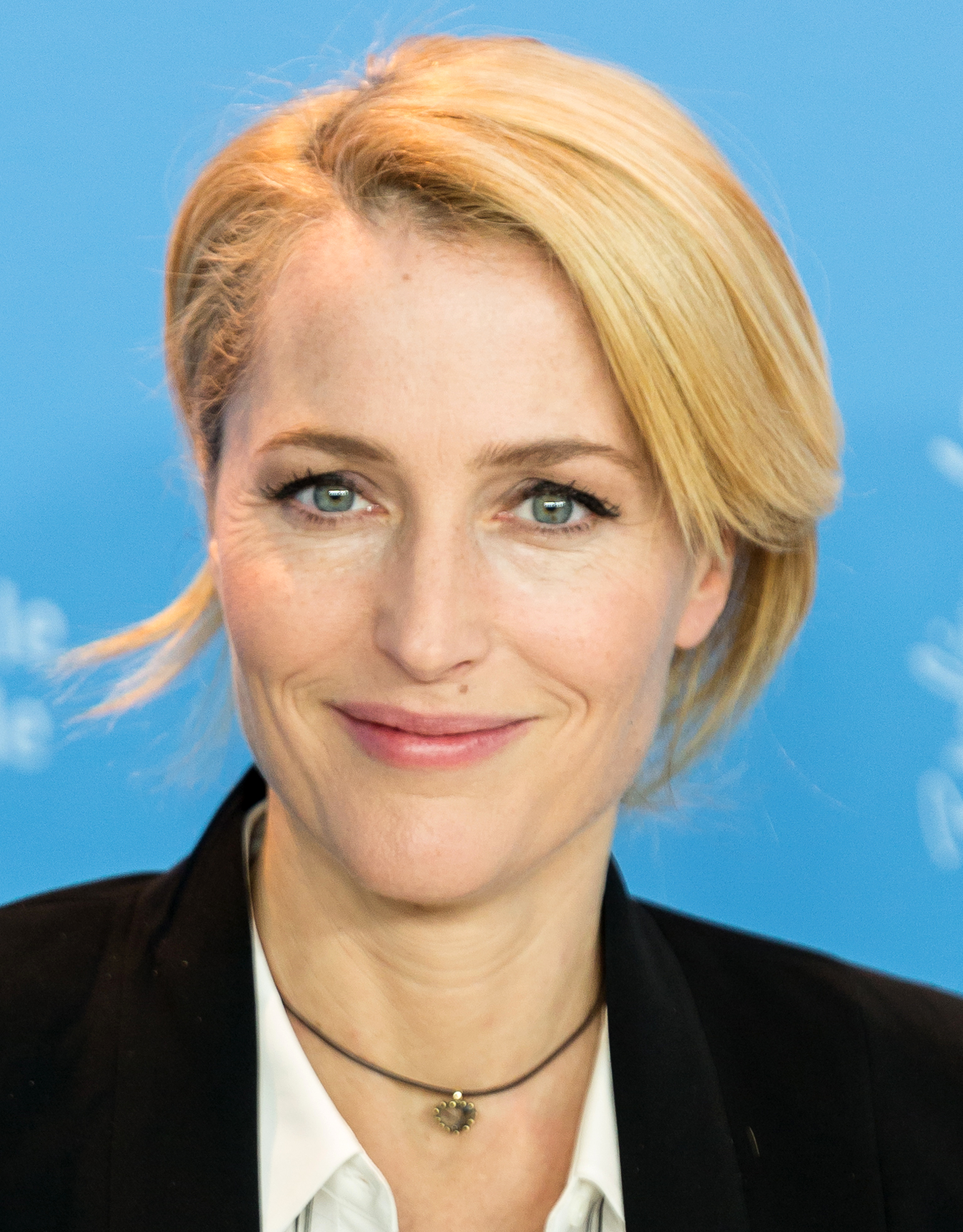

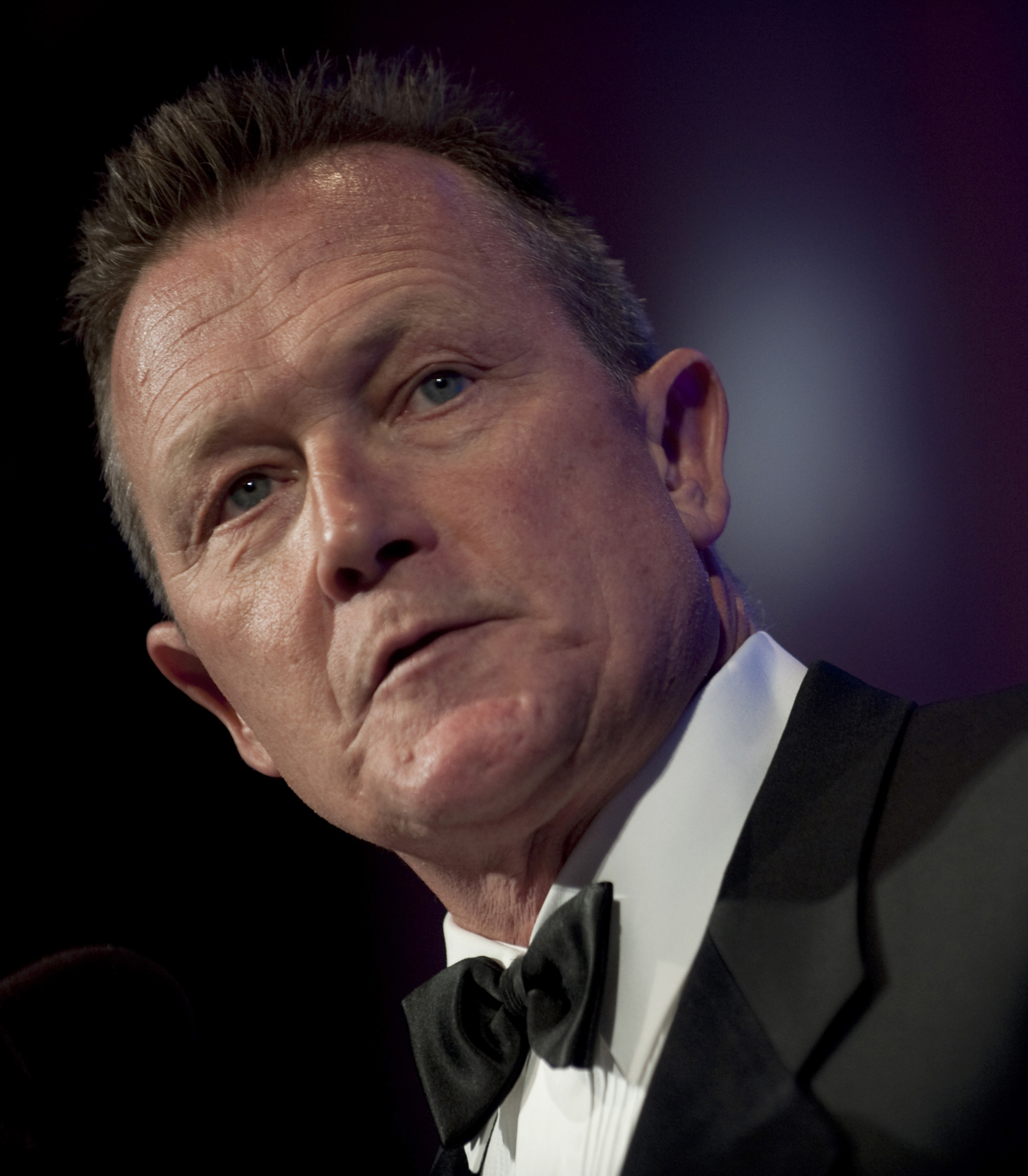

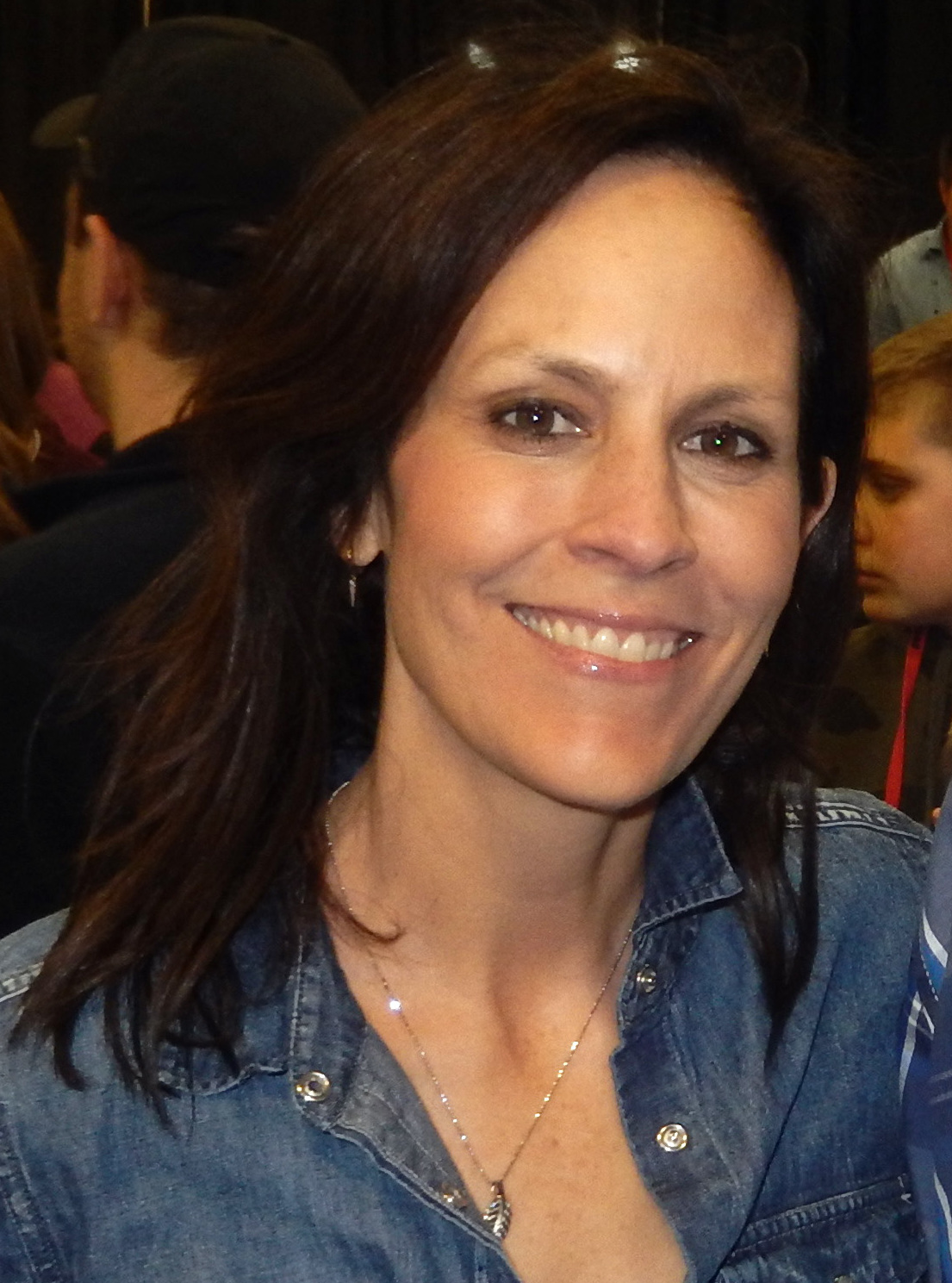

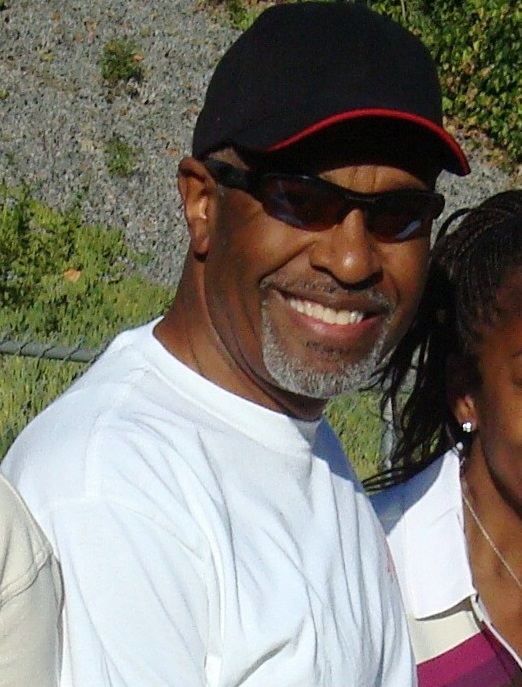

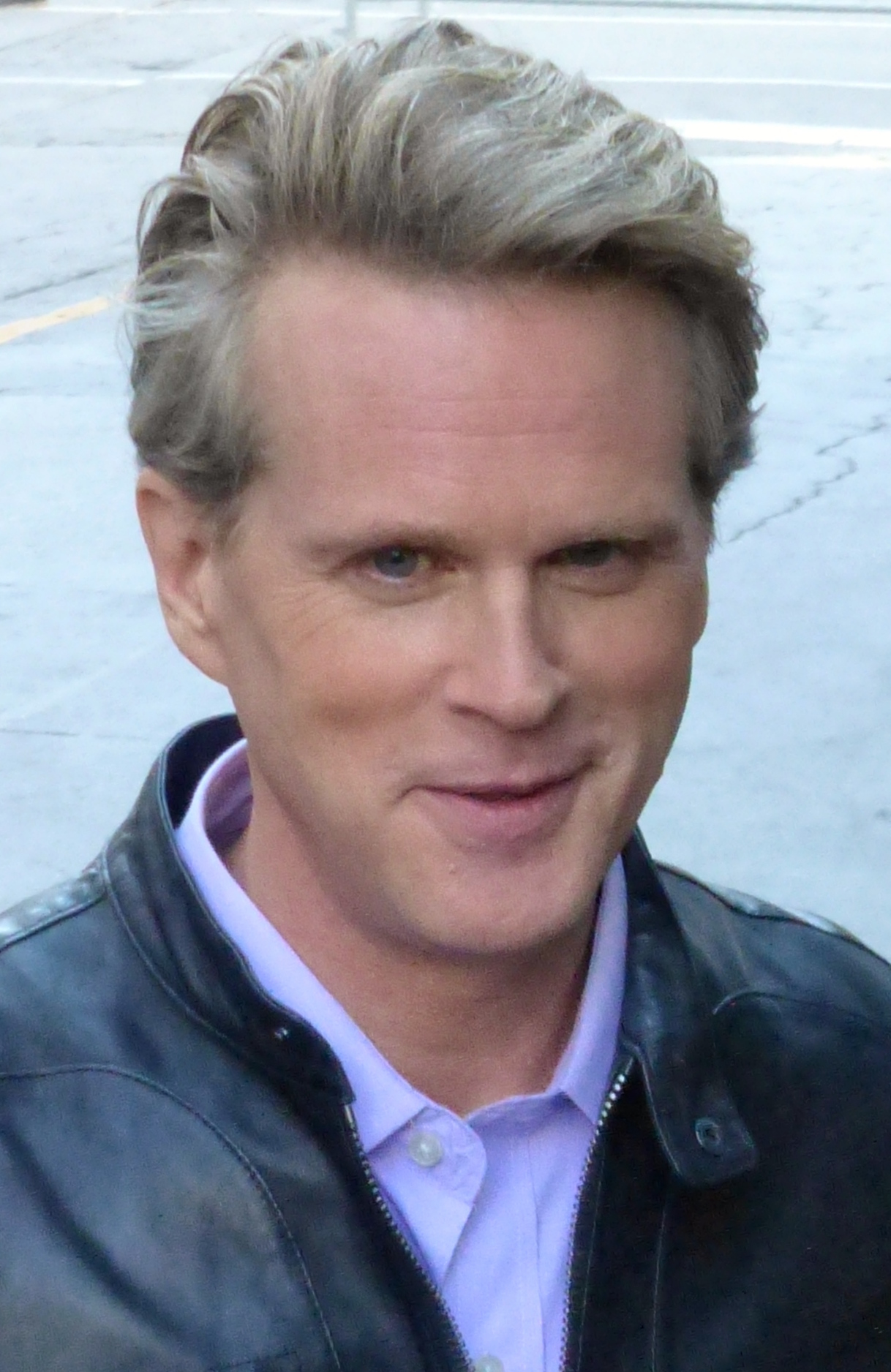

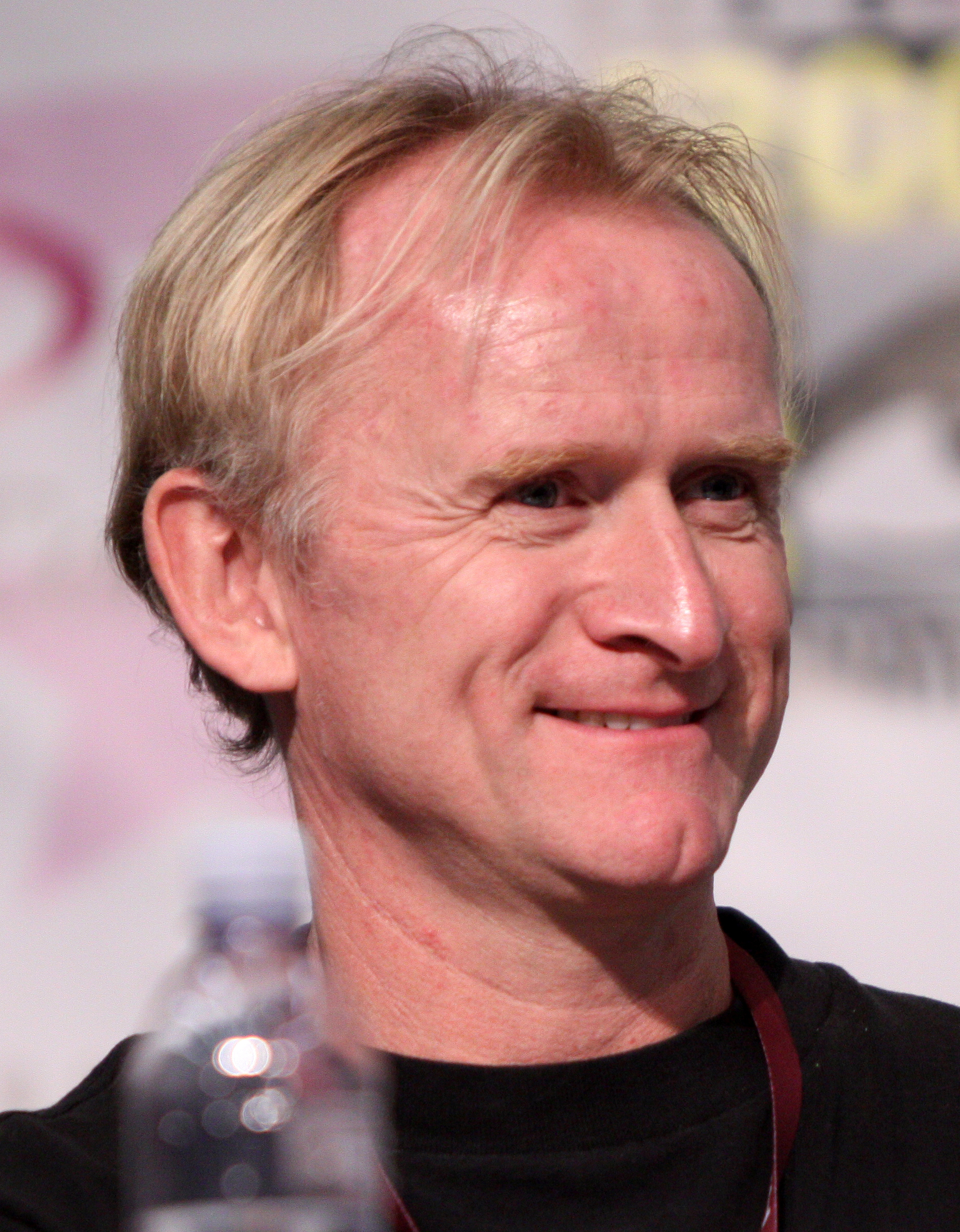

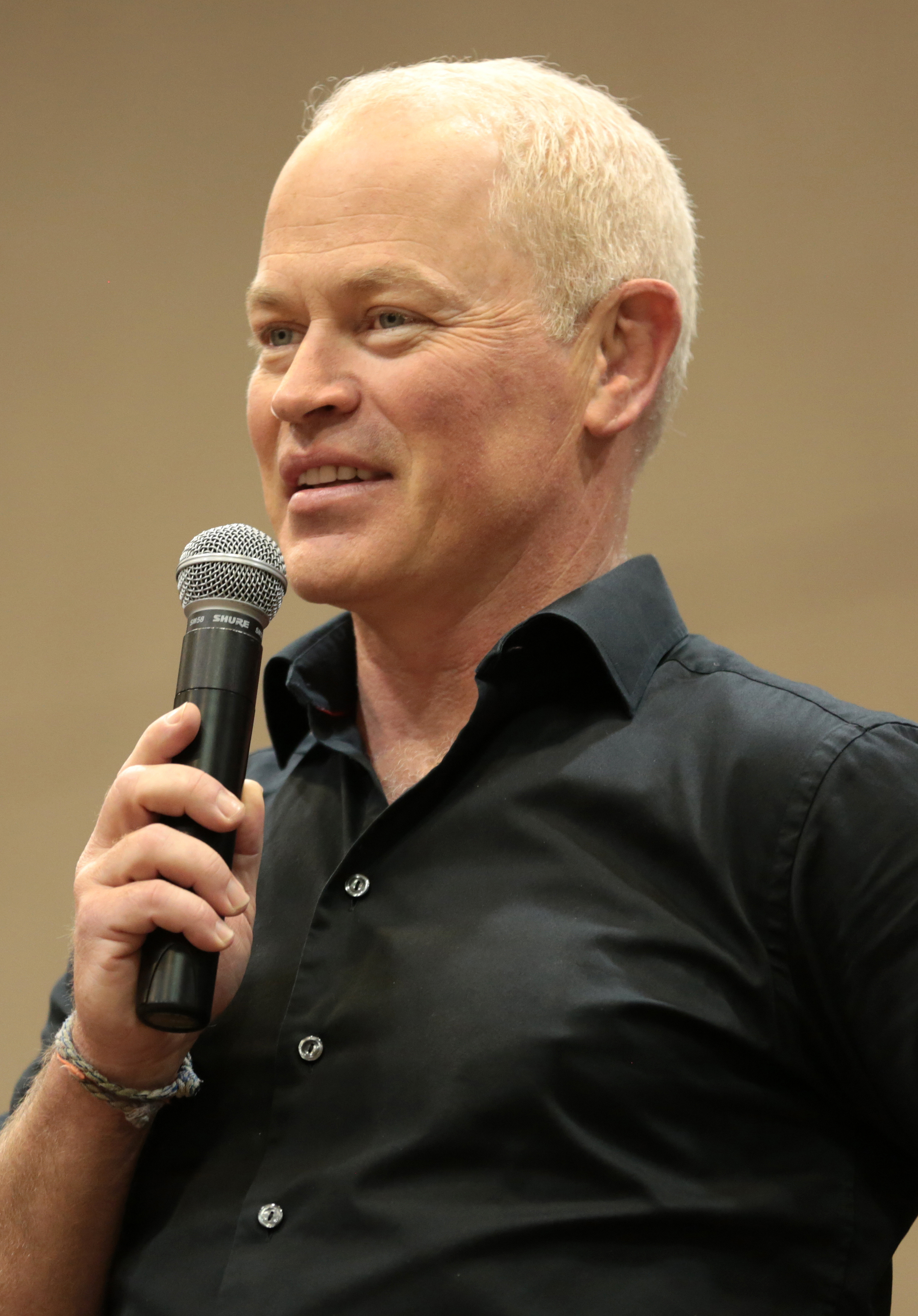

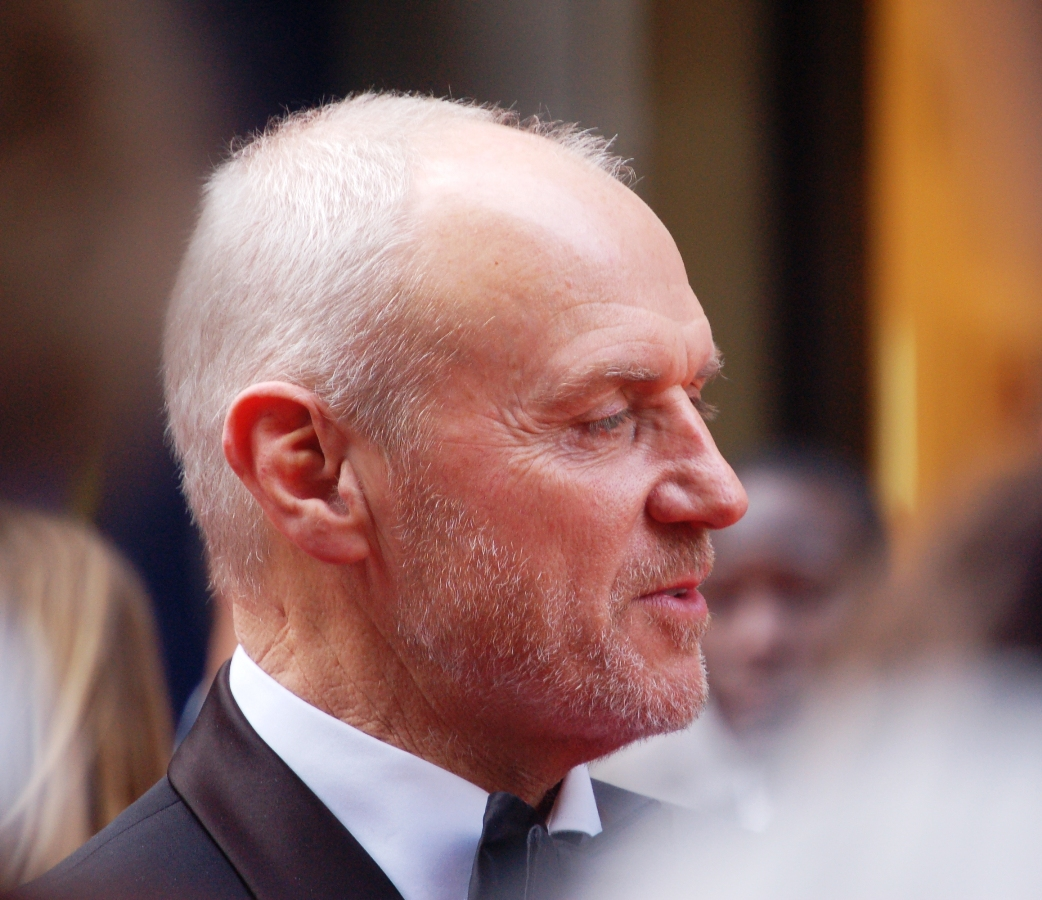

Потрапивши в автомобільну аварію, Рейєс прокидається в сюрреалістичній лікарні. Доггетт і Рейєс, що перебуває в комі, намагаються запобігти діям щодо її карти донора органів. Однак незабаром вони виявляють унікальну жінку, Одрі Полі, яка має здатність спілкуватися як з притомними, так і непритомними.

## Зміст
Істина поза межами досяжного
Поїхавши додому з роботи, Моніку Рейєс збиває п'яний водій і її доставляють до лікарні. Моніку приймає доктор Прейєрс і медсестра Едвардс; незабаром вона впадає в кому. Однак Рейєс прокидається через кілька хвилин у тій же кімнаті зовсім одна. Підбігаючи до дверей, вона виявляє, що лікарня плаває в порожнечі. Незабаром вона знаходить двох інших пацієнтів, Стівена Мердока і містера Баррейро. Вони вважають, що вже мертві. Рейєс, однак, стверджує, що вони все ще живі.
Тим часом Дейна Скаллі каже Джону Доггетту, що Рейєс померла, у що Доггетт відмовляється вірити. Прейєрс повідомляє Доггетта і Скаллі, що, оскільки Рейєс була донором органів, через кілька днів її життєзабезпечення буде відключено, і в лікарні заберуть її останки. У плавучому госпіталі Рейєс бачить жінку, що стоїть у коридорі, за яким слідує Моніка, але потім жінка зникає. У цей момент Баррейро починає кричати і його охоплює синя електрика, перш він зникає. У реальному світі з’ясовується, що Баррейро, пацієнта в коматозному стані, Прейєрс відключив від його життєзабезпечення. Поруч стоїть загадкова жінка, з якою зустрілася Рейєс: Одрі Полі.
Доггетт починає шукати способи врятувати Рейес, помічаючи аномалію на її електрокардіографі, що свідчить про придушену мозкову діяльність. Відвідуючи її кімнату, Доггетт стикається з Одрі, яка каже йому, що душа Рейєс «ще не пішла». Одрі йде до своєї кімнати в підвалі, де була побудована модель лікарні. Зосередивши свій розум, вона може переміститися до плавучого шпиталю, де Рейєс потрапила у пастку. Опинившись там, вона знаходить Рейєс, який просить її сказати Доггетту, що він «собачий чоловік», що є посиланням на розмову, яку вони мали до аварії Моніки. Після передачі повідомлення Доггетт вирішує, що Рейєс не пішла, і, слідом за Одрі, дізнається про її модель лікарні.
Тим часом медсестра Едвардс протистоїть Прейєрсу про укол, який вона бачила, як він зробив Рейєс; він вбиває Едвардса, щоб приховати сліди. Пізніше, у плавучому шпиталі, Стівен падає та зникає, коли його теж відключають від життєзабезпечення. Після того, як Прейєрс помітив Доггетта з Одрі в підвалі, він починає хвилюватися, що вона може викрити, що він робить. Він вводить той самий наркотик, який використовував, щоб убити Едвардса, але Одрі вдається зосередитися і востаннє переміститися в плавучий госпіталь. Вона повідомляє Рейєс, що її єдиний вихід - стрибнути в порожнечу. Рейєс робить це і прокидається на лікарняному ліжку за хвилини до того, як її органи почнуть розтинати. Доггетт вбігає до кімнати Одрі й дізнається, що Прейєрс убив її. Доггетту вдається захопити Прейєрса, перш ніж він встигне втекти.

## Зйомки
Сценарій «Одрі Полі» написав Стівен Маеда, а режисером був Кім Меннерс. Епізод був другим в дев’ятому сезоі для Маеди після «4-D». В епізоді виступає запрошена зірка Трейсі Елліс у ролі Одрі Полі. Раніше Елліс з'являлася в ролі головного персонажа у епізоді третього сезону "Темниця". Пізніше Аннабет Гіш зазначила, що цей епізод разом із «4-D» були її «двома улюбленими епізодами», оскільки «це окремі епізоди про Рейєс та Доггетта. Чудові акторські завдання, а історії були фантастичними». Роберт Патрік в пам'ять про Тед Демме, який нещодавно помер, хвилювався про те, щоб привнести занадто багато емоцій на знімальний майданчик. Пізніше він зазначив: «Я був трохи грубий. Я пам’ятаю, що трохи хвилювався, щоб не внести в це занадто багато емоцій. Я відчував себе в безпеці з Кім; він знав, що я переживаю важкий час».
Епізод містив кілька складних трюків та епізодів спецефектів. Гіш виконала всі свої трюки в цьому епізоді, включаючи один момент, коли вона стрибнула з тридцятифутового спуску. Пізніше Гіш назвала цю сцену "найбільшим трюком у моїй кар'єрі". Для кількох кадрів зі спецефектами Меннерс був змушений піти на компроміс зі своїм початковим рішенням. Для одного кадру, на якому Одрі Полі зникає після того, як постала перед Монікою, Меннерс хотів використати технологію CGI. Зрештою, режисер вирішив використати практичні ефекти, «з’єднавши двох актрис (Гіш та Елліс]) разом..., а потім (відрізав) до Аннабет, і на її обличчі з’явилася реакція «о, лайно», а потім (панорамування) прямо на штативі, добре, і подивіться, що вона зовсім одна». Він назвав такі ефекти «творчими способами скоротити (бюджет)».  Щоб створити сцену плавучої лікарні, кадри, зняті на невеликих дверях, були поєднані з лікарнею в CGI. Спочатку в сцені використовувався прямий плоский «шматок цементу» як дно будівлі. Команда з ефектів намагалася додати «великий шматок землі» під будівлею, але Пол Рабвін відчув, що це занадто схоже на «Маленького принца», тому шматок землі було видалено. В кінцевому результаті також видалили цементоподібну основу.

## Показ і відгуки
«Одрі Полі» спочатку транслювався на телеканалі "Fox" у США 17 березня 2002 року, а вперше у Великій Британії на "BBC One" 26 січня 2003 року. Початкову трансляцію епізоду переглянули приблизно 5,1 мільйона домогосподарств та 8 мільйонів глядачів - приблизно 4,8%а всіх домогосподарств, обладнаних телевізором, були налаштовані на цей епізод.,
Цей епізод загалом отримав позитивні відгуки телекритиків. Роберт Ширман і Ларс Пірсон у книзі Wanting to Believe: A Critical Guide to The X-Files, Millennium & The Lone Gunmen дали цьому епізоду приємну рецензію та оцінили його на п’ять зірок із п’яти. Двоє відзначили, що «це те, чим повинні зараз займатися « Секретні матеріали» і що «це було б шаблоном, на основі якого було б створено серіал із Доггеттом та Рейєсом у головних ролях».  Крім того, вони відзначили, що сценарій був «написаний і зрежисований з такою стриманістю», що робить багато емоційних сцен «більш вражаючими». Ширман і Пірсон остаточно назвали кінцевий результат «розумним, продуманим, […] дуже зворушливим» і «красивим». Лайонел Грін із "Sand Mountain Reporter" назвав цей епізод одним із своїх «13 улюблених епізодів усіх часів» «Секретних матеріалів» , поставивши його на третє місце. Він написав, що епізод був «потужним» через його теми «віри, любові та жертви». Він зробив висновок, що це був «найкращий з новими агентами, Доггеттом і Рейєсом». М. А. Кренг у своїй книзі «Заперечуючи істину: перегляд «Секретних матеріалів» після 11 вересня 2011 року високо оцінив виступи Роберта Патріка та Аннабет Гіш, зазначивши, що візуальні елементи в епізодах снів були «
Проте Джессіка Морган із Television Without Pity дала цьому епізоду більш неоднозначну оцінку. Вона розкритикувала образ Моніки Рейес і назвала її «Мороніка». Зрештою, вона поставила епізоду оцінку C+. Джеффрі Робінсон з DVD Talk назвав запис «прикордонним дивним» і використав його як доказ того, що «дев’ятий сезон [є], можливо, найгірший сезон серіалу».   Зак Хендлен з The A.V. Club, як правило, без ентузіазму написав: «Це не поганий епізод, але, здається, він не має великого сенсу...

## Знімалися
| Актор             | Роль                    |
| ----------------- | ----------------------- |
| Роберт Патрік     | Джон Доггетт            |
| Джилліан Андерсон | Дейна Скаллі            |
| Аннабет Гіш       | Моніка Рейєс            |
| Стен Шоу          | Стефен Мердох           |
| Трейсі Елліс      | Одрі Полі               |
| Джек Блессінг     | Джек Преєрс             |
| Верні Вотсон      | Медсестра Вітні Едвардс |